# دايتون ماك
دايتون سيمور ماك (10 يوليو 1917- 16 مارس 2018) كان دبلوماسيًا أمريكيًا، شغل مناصب عديدة في إنجلترا وليبيا ولبنان والكويت والمملكة العربية السعودية وألمانيا. كان أول قائم بأعمال السفارة الأمريكية في الكويت. كما شغل دايتون ماك منصب المدير السابق لمكتب الاستخبارات والبحوث لشؤون الشرق الأدنى وجنوب آسيا.

## السيرة الذاتية
في 10 يوليو 1917، وُلِد دايتون ماك في داكوتا الجنوبية، ونشأ في ولاية آيوا. خدم دايتون ماك في القوات البرية للولايات المتحدة خلال الحرب العالمية الثانية بين عامي 1941 و1945. وحصل على وسام القلب الأرجواني مرتين وميدالية النجمة البرونزية مرة واحدة. في عام 1946، انضمايتون ماك إلى الخدمة الخارجية. شغل منصب نائب القنصل في هامبورغ بألمانيا والظهران بالمملكة العربية السعودية وجدة بالمملكة العربية السعودية وطرابلس بليبيا. في عام 1962، أصبح دايتون ماك أول سفير للولايات المتحدة في الكويت، وكان مسؤولاً عن إنشاء السفارة. في عام 1969، أصبح دايتون ماك مديرًا لمكتب الاستخبارات والبحوث لشؤون جنوب شرق آسيا والشرق الأدنى. في عام 1970، تقاعد دايتون ماك رسميًا من الخدمة الخارجية. كان دايتون ماك صديقًا مقربًا لفرنسيس إدوارد ميلوي، السفير الأمريكي الذي اغتيل في بيروت بلبنان. كان فرانسيس ميلوي في حفل زفاف دايتون ماك.

## التسلسل الزمني للخدمة
| موضع                                                       | البلد المضيف أو المنظمة المضيفة   | سنة              |
| ---------------------------------------------------------- | --------------------------------- | ---------------- |
| الخدمة الخارجية الأمريكية                                  |                                   | من 1946 إلى 1970 |
| الخدمة الخارجية الأمريكية                                  | هامبورغ بألمانيا                  | من 1946 إلى 1948 |
| الخدمة الخارجية الأمريكية                                  | الظهران بالمملكة العربية السعودية | من 1948 إلى 1949 |
| الخدمة الخارجية الأمريكية                                  | جدة بالمملكة العربية السعودية     | من 1949 إلى 1950 |
| الخدمة الخارجية الأمريكية                                  | طرابلس بليبيا                     | من 1951 إلى 1954 |
| الخدمة الخارجية الأمريكية                                  | لندن بإنجلترا                     | من 1954 إلى 1956 |
| الخدمة الخارجية الأمريكية                                  | طرابلس بليبيا                     | من 1957 إلى 1959 |
| الخدمة الخارجية الأمريكية                                  | الكويت                            | من 1961 إلى 1964 |
| الخدمة الخارجية الأمريكية                                  | بيروت بلبنان                      | من 1965 إلى 1969 |
| الخدمة الخارجية الأمريكية (مدير مكتب الاستخبارات والبحوث ) | واشنطن العاصمة                    | من 1969 إلى 1970 |